# Angel Fire
Angel Fire és una vila dels Estats Units a l'estat de Nou Mèxic. Segons el cens del 2000 tenia 1.048 habitants.

## Demografia
Segons el cens del 2000, Angel Fire tenia 1.048 habitants, 462 habitatges, i 340 famílies. La densitat de població era de 14 habitants per km².
Dels 462 habitatges en un 24,2% hi vivien nens de menys de 18 anys, en un 64,9% hi vivien parelles casades, en un 5,6% dones solteres, i en un 26,2% no eren unitats familiars. En el 20,6% dels habitatges hi vivien persones soles el 5,2% de les quals corresponia a persones de 65 anys o més que vivien soles. El nombre mitjà de persones vivint en cada habitatge era de 2,27 i el nombre mitjà de persones que vivien en cada família era de 2,56.
Per edats la població es repartia de la següent manera: un 19,9% tenia menys de 18 anys, un 3,3% entre 18 i 24, un 22,7% entre 25 i 44, un 38,1% de 45 a 60 i un 15,9% 65 anys o més.
L'edat mediana era de 47 anys. Per cada 100 dones de 18 o més anys hi havia 101,2 homes.
La renda mediana per habitatge era de 48.250$ i la renda mediana per família de 56.125$. Els homes tenien una renda mediana de 35.417$ mentre que les dones 26.429$. La renda per capita de la població era de 29.614$. Aproximadament el 6,7% de les famílies i l'11,7% de la població estaven per davall del llindar de pobresa.

## Poblacions més properes
El següent diagrama mostra les poblacions més properes.